# Zuckerfabrik Jacob Hennige & Comp.

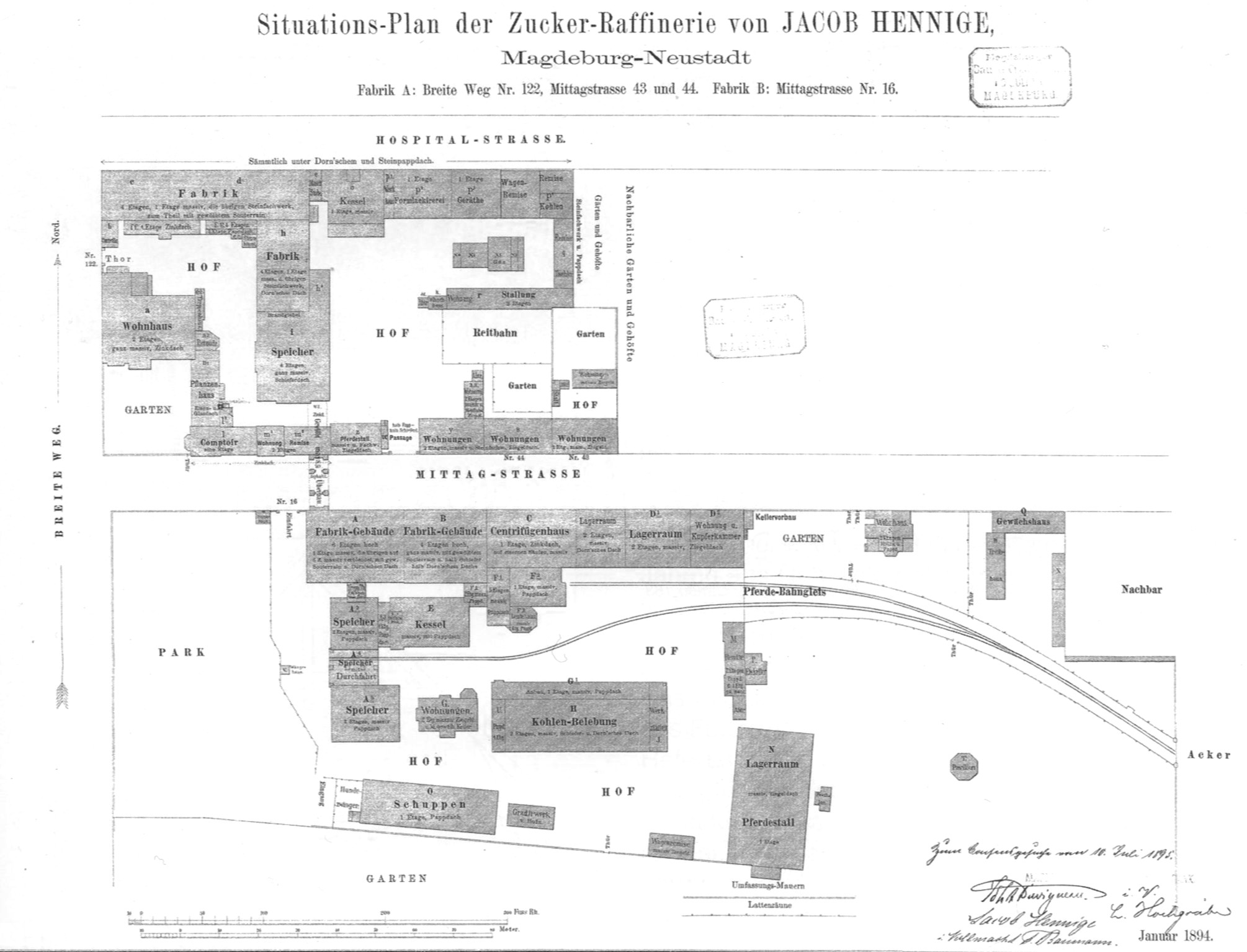
Lageplan der Zuckerfabrik Jacob Hennige, 1894, Der Breite Weg ist die heutige Lübecker Straße.

Die Zuckerfabrik Jacob Hennige war ein 1826 gegründetes bedeutendes Unternehmen der Magdeburger Zuckerindustrie. Die Magdeburger Börde als wichtiger Standort der europäischen Zuckerindustrie und die Stadt Magdeburg mit der Magdeburger Börse als ein international bedeutender Zuckerhandelsplatz schufen günstige Voraussetzungen für die Firmenentwicklung.

## Geschichte

### Gründung und Aufbau
Die Gründung des Unternehmens erfolgte am 1. Januar 1826 durch Jacob Hennige als Landesprodukten-Geschäft unter der Firma „Hennige & Wiese“ im Knochenhauerufer in Magdeburg. Daneben errichtete Hennige 1829 auf dem Grundstück Mittagstraße 16 in Neustadt bei Magdeburg eine Zuckerraffinerie unter dem Firmennamen „Hennige, Freise und Comp“.
Am 15. November 1838 rief Hennige mit seinem Partner Wiese auf dem Grundstück Lübecker Straße 122 eine Runkelrübenzuckerfabrik ins Leben, in der Rohzucker aus Runkelrüben gewonnen wurde. Das Unternehmen entwickelte sich zu einem Spitzenbetrieb der Branche. Jacob Hennige war von 1850 bis 1853 erster Vorsitzender des Vereins der Deutschen Zuckerindustrie (Verein der Zuckerindustrie). Von 1856 bis zu seinem Tod 1858 hatte er dieses Amt erneut inne.
Ab 31. März 1852 übernahm Jacob Hennige die Zuckerfabrik in eigener Regie und führte sie unter dem Namen „Jacob Hennige“ weiter. 1856 kaufte er die 1838 gegründete Raffinerie „Jaehnigen, Freise & Comp.“ hinzu und fusionierte beide Betriebe. Das neue Unternehmen erstreckte sich jetzt beiderseits der Mittagstraße, und beide Betriebsteile wurden durch eine massive, im klassizistischen Baustil gehaltene, Straßenüberführung (dem sogenannten Jacobs-Bogen) miteinander verbunden, der erst 1935 den veränderten Verkehren geschuldet, abgebaut werden musste.
1858 übernahm Carl Bernhard Freise, der Schwiegersohn von Jacob Hennige, die alleinige Geschäftsleitung und wurde nach dem Tod seines Schwiegervaters Gesamtbevollmächtigter der Familie Hennige.

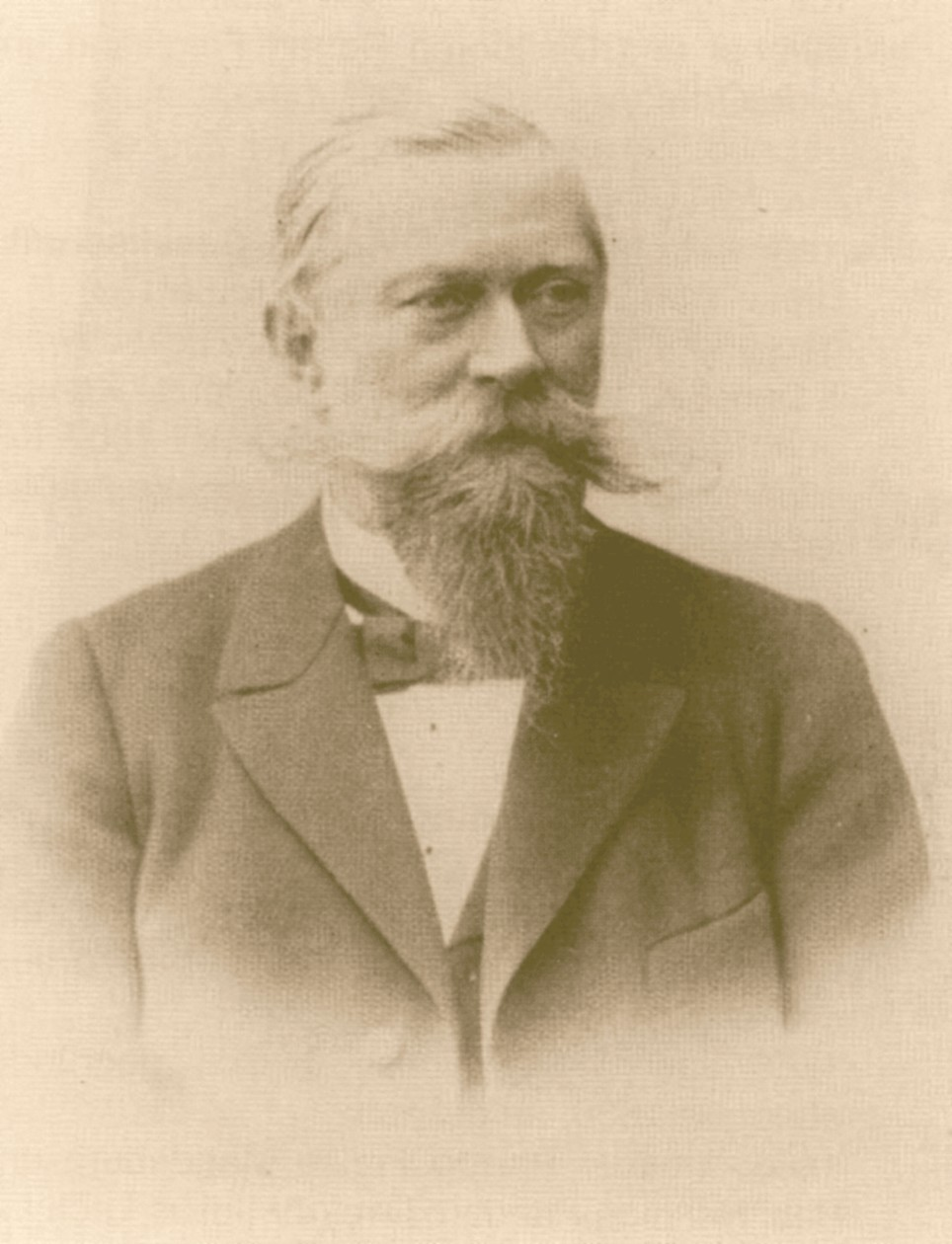
Moritz Paul Hennige

Ab 1. September 1863 leiteten der Sohn des Firmengründers Moritz Paul Hennige und dessen Schwager Carl Bernhard Freise als gemeinsame Inhaber die Fabrik, wobei Carl Bernhard Freise die operative Geschäftstätigkeit übernahm. Die Wohnhäuser Henniges und Freises lagen nebeneinander in der Lübecker Straße (Nr. 122 und 123). Ab 1879 wurde die Rohzuckerproduktion ausschließlich nach dem Raffinade-Verfahren durchgeführt.
Nach dem Tod von Carl Bernhard Freise übernahm Moritz Paul Hennige ab 1884 die alleinige Geschäftsleitung und in der Folgezeit wurde die Firma bis 1914 immer mehr erweitert. 1889 wurde die Raffinerie „Baumann und Maquet“ in Magdeburg-Buckau übernommen. Im gleichen Jahr trat der Sohn von Moritz Paul Hennige Jacob Paul Hennige als Prokurist in die Geschäftsführung des Unternehmens ein und wurde 1890 Teilhaber. In den Jahren 1894 und 1895 erfolgte die Zusammenfassung der Produktion in der Mittagstraße. Die Zahl der Beschäftigten stieg auf 200. Mit dem Tod von Moritz Paul Hennige erhielt auch sein Neffe Carl Philipp Freise Anteile am Unternehmen. Die alleinige Leitung oblag ab 1903 Jacob Paul Hennige.
Zum 1. April 1921 wurde die bis dahin Offene Handelsgesellschaft „Jacob Hennige“ mit den Gesellschaftern Jacob Paul Hennige, Werner Freise (Enkel des Carl Bernhard Freise) und Max Hennige in eine Gesellschaft mit beschränkter Haftung unter dem Firmennamen „Jacob Hennige Zuckerraffinerie m.b.H.“ umgewandelt. Die Geschäftsführung verblieb bei Werner Freise und Max Hennige.

### Verkauf und Niedergang
Am 1. Juli 1930 ging das Unternehmen nach Weltkrieg, Inflation und wirtschaftlichen Erschütterungen in den Besitz der Vereinigten Schlesischen Zuckerfabriken unter der neuen Firmierung „Jacob Hennige Nachfolger – Zuckerraffinerie mit beschränkter Haftung“ über. Die Geschäftsführung und Direktion am Magdeburger Sitz verblieb bei Max Hennige. Nach dessen unerwartetem Tod im Jahr 1937 war die Familie Hennige nicht mehr an der Firmenleitung beteiligt.
1940 stellte der Betrieb die Produktion ein. Die „Jacob Hennige Nachfolger – Zuckerraffinerie mit beschränkter Haftung“ wurde aufgelöst. Auf dem Gelände Mittagstraße 16 produzierten später die „Junkers Flugzeug- und Motorenwerke“ und anschließend die „Magdeburger Maschinenfabrik“. Bei dem schweren Luftangriff auf Magdeburg während des Zweiten Weltkriegs am 16. Januar 1945 wurden sowohl die ehemaligen Fabrikgebäude als auch das Wohnhaus der Familie Hennige in der Lübecker Straße 122 durch Brandbomben zerstört.